# Frieseomelitta paranigra
Frieseomelitta paranigra är en biart som först beskrevs av Schwarz 1940.  Frieseomelitta paranigra ingår i släktet Frieseomelitta och familjen långtungebin. Inga underarter finns listade i Catalogue of Life.